# Берегівське родовище поліметалевих руд
Берегівське родовище поліметалевих руд — родовище поліметалевих руд у межах Берегівського нагір'я, розташованого у Берегівському районі Закарпатської області, Україна.
Відоме як Берегівське рудне поле, на території якого розвідано поклади золота та золото-поліметалічних руд. До його складу включають Мужіївське, Берегівське та Куклянське золото-поліметалічні родовища.
Найбільш розвіданим є Мужіївське родовище самородного золота, що на горі Велика Берегівська, північно-західніше села Мужієво в Чоп—Берегове—Бея-Марській зоні тектонічних розломів. Мужіївський маар розташовується у центральній частині родовища, виділяється у рельєфі як кратер вибуху глибиною близько 75 м та діаметром 330 м. Золоторудні тіла знаходяться переважно на периферії кільця маару та радіальних і кільцевих розломів, є низькотемпературними приповерхневими магмо-гідротермальними утвореннями, де самородне золото асоціює з кварцом, халцедоном, баритом, алунітом, каолінітом та цеолітами. Також серед глинисто-піщаних та грубоуламкових відкладів зустрічається розсипне золото. Золото-поліметалічні поклади рудного поля представлені кварц-сульфідною золото-поліметалічною асоціацією й приурочені до гранітно-порфирового штоку. Крім золота в родовищі є срібло, свинець, цинк та кадмій. Берегівське рудне поле має значні перспективи для розширення за рахунок розвідування нових ділянок. Берегівське та Куклянське родовища мають подібну геологічну будову і є об'єктами нарощування промислових запасів золото-поліметалевих руд.